# سقوط بخارا
در سال‌های پایانی فرمانروایی سامانیان نیرومند شدن روزافزون سرداران و سپاهیان در برابر دیوانسالاران از هم گسیختگی شیرازه کارها را در پی داشت و در چنین روزهایی هر کسی در گوشه‌ای درفش خودكامگی برافراشت و از بيرون مرزها نيز بيگانگان چشم به مرزهای سامانی دوختند. سقوط بخارا یک بار با رخ دادن در سال ۹۹۲ زمینه ساز سرنگونی سامانیان شد و بار دیگر در سال ۹۹۹ همچون تیری بر پیکر فرسوده سامانیان فرود آمد و جانش را گرفت. 
آغاز چالش و آشفتگی به پیشروی قراخانیان برمی‌گشت. آنها که افزون بر گرفتن بخشی از سرزمین سامانیان، چندین شاهزاده‌نشين کوچک ترک را که عملاً از بخارا مستقل بودند زیر چیرگی در آورده بودند، در پایان سال ۹۹۱ تازشی پروپیمان را به‌راه انداختند. فرمانروای آنها بغرا خان، سپاهی را که نوح برای ایستاندن او فرستاده بود، نابود کرد.  سپس امیر، یکی از سردارانِ زیرِ خشم به نام فائق خاصه را بخشید و در برابر جنگ با قراخانیان، فرمانداری سمرقند را به او سپرد. ولی پس از چندی فائق خاصه تسلیم بغرا خان شد و سپس سوی بخارا به‌راه افتاد. نوح گریخت و قراخانیان در «روزهای پایانی بهار ۹۹۲» به پایتخت در آمدند و توانستند ابوعلی دامغانی (وزیر) را دستگیر کنند. 
سپس امیرنوح به ابوعلی سیمجور که هنوز در نیشابور، تختگاه استان خراسان جایگیر بود، روی آورد. او درخواست کمک کرد ولی سیمجوری در آغاز نپذیرفت. هنگامی‌که بغرا خان در بخارا بیمار شد، همه‌چیز دیگرگون شد. بغرا خان عموی نوح عبدالعزیز را در جایگاه دستنشانده قراخانی فرمانروای دودمان سامانیان کرد، به سمرقند رفت و سپس در راهش سوی شمال درگذشت. 
در همین دوران ابوعلی دامغانی که گرفتار قراخانیان بود درگذشت. پادگان به‌جامانده در بخارا در تابستان همان سال از نوح شکست خورد و عبدالعزیز را کور و زندانی کرد. 
فائق خاصه تلاش کرد بخارا را خودش به‌دست بياورد ولی شکست خورد. سپس نزد ابوعلی سیمجور گریخت. آن دو ناسازگاری‌های گذشته خود را حل کردند و بر آن شدند به فرمانروایی سامانیان پایان دهند. آنها (فائق خاصه و سيمجوری) در آغاز به گشایش پادشاهی های کوچکی دست زدند که از سامانیان پشتیبانی می کردند. ابوعلی به غرجستان تاخت و فرمانروای آن شاه محمد را به همراه پدرش ابونصر محمد از این سرزمین بیرون کرد. میان فائق و سیمجور از یک‌سو و نوح دوم و یارانش از سوی دیگر جنگی به نام نبرد هرات در گرفت. این نبرد در اوت ۹۹۴ به پیروزی سختی برای امیر و یارانش انجامید. شورشیان به گرگان گریختند. نوح به سِبُک‌تِگین و پسرش محمود نام‌های نوین پاداش داد و استان خراسان را نیز به محمود داد.
در سال ۹۹۵ ابوعلی سیمجور و فائق خاصه با نیروهای تازه بازگشتند و محمود را از نیشابور بیرون کردند (نبرد رخنه). سبُک‌تگین با پسرش محمود دیدار کرد و با هم شورشیان را در نزدیکی توس شکست دادند (نبرد توس). ابوعلی سیمجور و فائق خاصه به سوی شمال گریختند. فائق خاصه به قراخانیان پناه برد. ولی نوح ابوعلی را بخشید و او را به خوارزم فرستاد. خوارزمشاه که جنوب خوارزم را به عنوان دست نشانده سامانیان در دست داشت، ابوعلی را به زندان انداخت. هر دوی آنها با تاختن فرماندار سامانی شمال خوارزم که از گرگانج آغاز شده‌بود اسیر شدند. خوارزم جنوبی را پیوست فرمانداری خود کرد و بوعلی را نزد نوح بازگرداند. امیر او را در سال ۹۹۶ نزد سِبُک‌تِگین فرستاد و سپس از سوی غزنویان به‌دار آویخته شد. در این میان، فائق خاصه تلاش کرده بود تا به نصرخان جانشین بغرا خان بپذیراند که بر سامانیان بتازد. ولی قراخانیان با نوح پیمان آشنی بستند. فائق خاصه بخشیده شد و فرمانداری سمرقند به او بازگردانده شد. اگرچه سرانجام آشتی و آرامش به بار نشست، سال‌های درگیری پیش از آن  به سامانیان سخت آسیب رسانده بود. قراخانیان بخش بزرگ شمال خاوری را به چیرگی خود درآورده بودند، در حالی که غزنویان در خراسان و سرزمین های جنوب رود آموی جایگیر شده بودند. فرماندار خوارزم فقط اسماً برتری نوح را پذیرفت. پيمان صلح قطوان ميان سبک‌تگین و ايلک‌خان نیز در ۹۹۶ بسنه شد. در این روزگار ناپایدار بود که نوح با مرگش در سال ۹۹۷ دولت سامانیان را بدرود گفت. پس از او در دوره کمرشکستگی سامانیان سه تن از فرزندانش بر تخت سامانیان نشستند و روی هم رفته فقط ۸ سال پادشاهی کردند.
پيمان صلح قطوان برای دوره‌ای آرامش را به مرزهای سامانيان برگرداند ولی با رخدادهايی كه در پی آمد مانند درگذشت بزرگان لشگری و سياسی (ابوعلی سیمجور، سبكتگين، نوح دوم، مامون بن محمد و فخرالدوله دیلمی) آرامش از میان رفت. و این ناپایداری زمینه‌ساز تاخت‌و‌تاز دیگری از سوی قراخانیان گشت. با روی کار آمدن منصور بن نوح محمود غزنوی از او سر پیچید و فاپق خاصه کمر به برکناری او از تخت امیری بست. و حتی بر پایه برخی بن‌مایه‌ها فایق و بکتوزون هم‌دست شدند و او را نابینا و برکنار نمودند و برادرش عبدالملک را به تخت نشاندند پس محمود غزنوی به روا بودن تخت عبدالملک دوم سامانی تشکیک نمود و سر از پیروی سامانیان برتافت و خود را مستقیم پیرو خلیفه نشان داد و خلیفه هم به او نام‌های نوین داد.
نکته‌ای كه بر آن بايد درنگ كرد آن است که قراخانیان تا ۹۹۹/۳۸۹ تلاش داشتند با غزنویان پيمان آشتی ببندند ولی از پس از این زمان با فريب‌كاری به کارزار سیاسی و لشگری خراسان بزرگ در آمدند. به ظاهر با عبدالملک دوم سامانی برنامه دوستی ریخته و علیه محمود غزنوی مصالحه نمودند؛ پس تخم بنيادين چندپارگی در خراسان بزرگ و پیدایی مدعی نيرومندی همانند محمود غزنوی را باید رویکرد تازنده و چيرگی‌جویانه قراخانیان دانست مرگ فائق در تابستان سال ۹۹۹ بستر بايسته برای تاختن ایلک خان قراخانی را به بخارا فراهم کرد جالب است که ایلک خان با اظهار پيروی از عبدالملک دوم سامانی، با پيشواز امير رويارو شد و در ۲۳ اکتبر ۹۹۹، به بخارا درآمد و اين شهر سست و و لرزان برای بار دوم سقوط کرد؛ ایلک خان قراخانی همين كه پا به بخارا گذاشت فرمان دستگیری اميران و بزرگان دولت و خاندان سامانیان را داد عبدالملک دوم سامانی نیز که بر پايه گفته‌ای گریخته و پنهان گردید دستگیر و به اوزکند (شهری در قرقيزستان) فرستاده شد تا آنکه در همانجا درگذشت . اسماعیل منتصر سامانی با سرکشیدن چادر زنانه از نابودگاه گریخت و به خوارزم رفت و بخارا در ۹۹۸/۳۸۹ برافتاد ولی با تلاش‌های اسماعیل منتصر سامانی در گردآوری سپاه دوباره بخارا تسخیر و ایلک خان نیز در سمرقند شکست خورد.
لباب‌الالباب گوید که تلاش‌های امیر اسماعیل منتصر خشنودی مردم را به دست نياورد. آورده‌اند که بی‌وفایی مردمان، ناکامی او را به دنبال آورد حتى شمس‌المعالى قابوس بن وشمگیر نیز او را از خویش راند امیر اسماعیل دوم منتصر در عین نومیدی دوباره نامه‌ای همراه چامه‌ای برای محمود غزنوی نوشت و از وی برای رويارويی با ایلک خان قراخانی کمک خواست.
این چنین بود که دو قدرت ترک در دو سوی آمودریا مرده‌ريگ سامانیان را میان خویش بخش کردند. پس نبردی پرتنش میان قراخانیان و غزنویان بر سر چندپاره كردن قلمروی سامانیان آغاز شد که فرجام آن تباهی و سرانجام فروپاشی دولت بود:
پس از چندی اسماعیل منتصر سامانی در ربیع الاول ۳۹۵ ژانویه ۱۰۰۵ شبانه در سرزمين مرو كشته شد و دولت سامانیان رسماً پایان یافت آورده‌اند چون فرسودگی در دولت
سامانیان راه یافت به ناگزیر در سرازیری افتاد . با پایان یافتن دوره دودمان سامان سرایش شاهنامه حکیم ابوالقاسم فردوسی نیز در كهنسالی شصت‌وشش سالگی وی به پایان خویش رسید.

## گاهشمار
۹۹۰
۹۹۱
۹۹۲ در بهار بخارا سقوط کرد و بغرا خان بدان درآمد ولی تابستان با بیماری بغرا، نوح دوم سامانی به آنجا بازگشت.
۹۹۳
۹۹۴ نبرد هرات به پیروزی امیر و یارانش (سبکتگین) در برابر فائق و سیمجور (که می‌خواستند به سامانیان پایان دهند) انجامید نكته اينكه سبكتگين با این پیروزی خيلی نيرومند شد. فائق و سیمجور به گرگان گریختند. در همين سال قراخانيان خجند و فرغانه در از سامانيان گرفتند. (بن مايه)
۹۹۵ بازگشت دوباره ابوعلی سیمجور و فائق و بيرون شدن محمود از نيشابور در نبرد رخنه. سبکتگین آمد و با محمود شورشیان را در توس شکست دادند.
۹۹۶ پیمان صلح قطوان: چون سبکتگین از نوح دوم سامانی دلخور بود به صلح با قراخانیان بسنده کرد و با ایشان نجنگید.
۹۹۷ مرگ نوح دوم سامانی
۹۹۸ در مارس ابوالقاسم سیمجور از بکتوزون در صحرای بشنجه شکست خورد و به قهستان رفت.
۹۹۹  برکنار (و شاید کور شدن) منصور دوم از سوی بکتوزون و فائق خاصه. در ماه فوریه عبدالملک دوم بر تخت نشست. ایلک خان این برتخت‌نشینی را نشانهٔ ناتوانی سامانیان می‌دانست. در تابستان فائق خاصه درگذشت و بستر بایسته برای تازش ایلک خان به بخارا فراهم شد و سوی بخارا به راه افتاد پس او در ۲۳ اکتبر این شهر را گشود
۱۰۰۰

## منبع
1. ↑  Frye 1975, p. 157.
2. ↑  با اینکه دوستی‌ای میان فائق خاصه و ابوالحسن سیمجور روان بوده  ولی پس از درگذشت ابوالحسن سیمجور در سال ۹۸۸ ، فائق خاصه نپذیرفت که جایگاه او به ابوعلی سیمجور برسد و اینگونه این دو تن در میان هرات و پوشنگ در برابر هم جنگیدند که فائق خاصه شکست خورد و گریخت.
3. ↑  به همراه فخرالدوله دیلمی كه در اين جنگ در كنارشان بود
4. ↑  Frye 1975, p. 158.
5. ↑  گردیزی،١٣٦٣: ٣٧٨؛

- گردیزی ابوسعید - ۱۳۶۳ تاریخ گردیزی - به کوشش حبیبی - تهران - دنیای کتاب

- بیهقی ابوالفضل ۱۳۵۶ تاریخ بیهقی - ویرایش علی اکبر فیاض - مشهد - دانشگاه فردوسی

- فصلنامه مطالعات تاريخ جنگ - دوره ۴، شماره ۲، شهریور ۱۳۹۹، صفحه ۱۱۷-۱۳۵- جواد هروی -  تهاجمات قراخانیان به بخارا و سقوط دولت سامانیان

- فصلنامهٔ پژوهش های تاریخی (علمی-پژوهشی) - دانشگاه اصفهان - سال پنجاه و پنجم - دوره نوین سال دهم (پیاپی ۴۰) زمستان ۱۳۹۷ رویهٔ ۹۹ تا ۱۱۳ - تاملی بر نقش سپهسالاران در تضعیف و سقوط حکومت سامانیان نویسنده: جعفر نوری